# Eric Brown (pilot)
 For alternative betydninger, se Eric Brown. (Se også artikler, som begynder med Eric Brown)
Eric "Winkle" Brown, CBE (født 21. januar 1919 i Leith, England, død 21. februar 2016) var en skotsktestpilot og britisk flådeofficer, under og efter anden verdenskrig. Han fratrådte som Captain i 1970.
Brown var angiveligt den testpilot som har afprøver og fløjet flest forskellige flytyper i historien og er indehaver af flest registrerede landinger på hangarskibe.
Officielt har Brown prøvefløjet 487 fly, men uofficielt har han udført flere testflyvninger, eksempelvis har han prøvefløjet de fleste engelske jagerfly af Spitfire-typen, hvilket krediterer ham for en testflyvning trods afprøvning af flere individuelle modeller.
Brown var den mest dekorerede pilot i Fleet Air Arms, en afdeling i den britiske flåde , og har blandt andet modtaget følgende ordner og dekorationer, DSC og AFC.